# Comuna Rozumivka, Oleksandrivka
Rozumivka (în ucraineană Розумівка) este o comună în raionul Oleksandrivka, regiunea Kirovohrad, Ucraina, formată din satele Mîkolaiivka și Rozumivka (reședința).

## Demografie
Componența lingvistică a comunei Rozumivka
     Ucraineană (98,55%)
     Rusă (1,23%)
     Alte limbi (0,22%)
Conform recensământului din 2001, majoritatea populației comunei Rozumivka era vorbitoare de ucraineană (98,55%), existând în minoritate și vorbitori de rusă (1,23%).